# Clause démographique du traité de Nice
La clause démographique est une clause du Traité de Nice qui permet à chaque État membre de demander qu’il soit vérifié que la majorité qualifiée représente au moins 62 % de la population totale de l’Union européenne. Cette clause ne s’applique qu’aux seules décisions regroupant l’ensemble des États membres et ne s’applique donc pas aux décisions prises à la majorité simple.

## Paragraphe
La nouvelle définition de la majorité qualifiée comporte encore une autre[pas clair] nouveauté. Un paragraphe est ajouté à l'article 205 du traité CE, spécifiant que, sur demande d'un membre du Conseil, il sera vérifié lors d'une prise de décision à la majorité qualifiée si cette majorité qualifiée représente au moins 62 % de la population de l'Union. Si cela n'est pas le cas, l'acte en cause ne sera pas adopté. Cette disposition s'ajoute aux autres conditions nécessaires pour l'adoption d'un acte (la majorité qualifiée des voix et la majorité des États membres). Elle garantira que les décisions prises au Conseil seront représentatives pour la majorité de la population de l'Union.